# Баварска война (1459 – 1463)
Баварската война (на немски: Bayerische Krieg, Fürstenkrieg) е военен конфликт от 1459 до 1463 г. между Албрехт Ахилес фон Хоенцолерн, маркграф на Княжество Бранденбург-Кулмбах и Княжество Ансбах, и Лудвиг IX Богатия фон Вителсбах, херцог на Бавария-Ландсхут.

## Сили
Маркграф Албрехт Ахилес се стреми да увеличи могъществото си и печели за своите интереси император Фридрих III фон Хабсбург.
На страната на Албрехт Ахилес са Карл фон Баден и Улрих фон Вюртемберг. Други негови съюзници са брат му, бранденбургският курфюрст Фридрих Победоносни, Курфюрство Майнц, херцог Вилхелм от Саксония и ландграф Лудвиг фон Хесен. На страната на Лудвиг Богатия стоят курфюрст Фридрих фон Пфалц от фамилията Вителсбах, пфалцграф Ото фон Мозбах и княжеските епископи Рудолф II фон Шеренберг от Вюрцбург и Филип фон Хенеберг от Бамберг и по-късно бохемския крал Иржи Подибрад.

## Ход на войната
На 8 октомври 1458 г. войската на Лудвиг Богатия обсажда Донаувьорт, и след единадест дена го кара да капитулира. Лудвиг обявява война през края на март 1460 г. на княжеския епископ на Айхщет Йохан III фон Айх. Лудвиг завладява Айхщет и град Рот, където на 24 юни 1460 г. се сключва споразумението „Rother Richtung“.
На 13 юли 1461 г. император Фридрих III фон Хабсбург обявява война на херцог Лудвиг и прави маркграф Албрехт Ахилес на имперски хауптман.
На 19 юли 1462 г. Лудвиг побеждава своя противник в битката при Гинген ан дер Бренц. На 23 август 1462 г. те сключват примирие в Нюрнберг и мирен договор в Прага през 1463 г.